# Remo nos Jogos Olímpicos de Verão de 1960
O remo nos Jogos Olímpicos de Verão de 1960 foi realizado em Roma, na Itália, com sete eventos disputados.

## Eventos do remo
Masculino: Skiff simples | Skiff duplo | Dois sem | Dois com | Quatro sem | Quatro com | Oito com

## Skiff simples
| Pos. | País                     | Atletas           | Tempo   |
| ---- | ------------------------ | ----------------- | ------- |
|      | União Soviética (URS)    | Vyacheslav Ivanov | 7:13.96 |
|      | Equipe Alemã Unida (EUA) | Achim Hill        | 7:20.21 |
|      | Polônia (POL)            | Teodor Kocerka    | 7:21.26 |

## Skiff duplo
| Pos. | País                  | Atletas                           | Tempo   |
| ---- | --------------------- | --------------------------------- | ------- |
|      | Checoslováquia (TCH)  | Václav Kozák Pavel Schmidt        | 6:47.50 |
|      | União Soviética (URS) | Aleksander Berkutov Yuri Tyukalov | 6:50.49 |
|      | Suíça (SUI)           | Ernst Hürlimann Rolf Larcher      | 6:50.59 |

## Dois sem
| Pos. | País                  | Atletas                         | Tempo   |
| ---- | --------------------- | ------------------------------- | ------- |
|      | União Soviética (URS) | Valentin Boreyko Oleg Golovanov | 7:02.01 |
|      | Áustria (AUT)         | Josef Kloimstein Alfred Sageder | 7:03.69 |
|      | Finlândia (FIN)       | Veli Lehtelä Toimi Pitkänen     | 7:03.80 |

## Dois com
| Pos. | País                     | Atletas                                                | Tempo   |
| ---- | ------------------------ | ------------------------------------------------------ | ------- |
|      | Equipe Alemã Unida (EUA) | Bernhard Knubel Heinz Renneberg Klaus Zerta (tim.)     | 7:29.14 |
|      | União Soviética (URS)    | Antanas Bogdanovicius Zigmas Yukna Igor Rudakov (tim.) | 7:30.17 |
|      | Estados Unidos (USA)     | Richard Draeger Conn Findlay Henry Mitchell (tim.)     | 7:34.58 |

## Quatro sem
| Pos. | País                  | Atletas                                                           | Tempo   |
| ---- | --------------------- | ----------------------------------------------------------------- | ------- |
|      | Estados Unidos (USA)  | Arthur Ayrault Ted Nash John Sayre Richard Wailes                 | 6:26.26 |
|      | Itália (ITA)          | Tullio Baraglia Renato Bosatta Giancarlo Crosta Giuseppe Galante  | 6:28.78 |
|      | União Soviética (URS) | Igor Akhremchik Yuri Bachurov Valentin Morkovkin Anatoli Tarabrin | 6:29.62 |

## Quatro com
| Pos. | País                     | Atletas                                                                              | Tempo   |
| ---- | ------------------------ | ------------------------------------------------------------------------------------ | ------- |
|      | Equipe Alemã Unida (EUA) | Gerd Cintl Horst Effertz Klaus Riekemann Jürgen Litz Michael Obst (tim.)             | 6:39.12 |
|      | França (FRA)             | Robert Dumontois Claude Martin Jacques Morel Guy Nosbaum Jean Klein (tim.)           | 6:41.62 |
|      | Itália (ITA)             | Fulvio Balatti Romano Sgheiz Franco Trincavelli Giovanni Zucchi Iro Stefanoni (tim.) | 6:43.72 |

## Oito com
| Pos. | País                     | Atletas | Tempo   |
| ---- | ------------------------ | --- | ------- |
|      | Equipe Alemã Unida (EUA) | Klaus Bittner Karl-Heinz Hopp Hans Lenk Manfred Rulffs Frank Schepke Kraft Schepke Walter Schröder Karl-Heinrich von Groddeck Willi Padge (tim.) | 5:57.18 |
|      | Canadá (CAN)             | Donald Arnold Walter d'Hondt Nelson Kuhn John Lecky Lorne Loomer Archie Mac Kinnon William MacKerlich Glen Mervyn Sahen Biln (tim.)              | 6:01.52 |
|      | Checoslováquia (TCH)     | Bohumil Janoušek Jan Jindra Jiří Lundák Stanislav Lusk Václav Pavkovič Luděk Pojezný Jan Švéda Josef Věntus Miroslav Koníček (tim.)              | 6:04.84 |

## Quadro de medalhas do remo
| Pos. | País                   | Ouro | Prata | Bronze | Total |
| 1    | EUA Equipe Alemã Unida | 3    | 1     | 0      | 4     |
| 2    | URS União Soviética    | 2    | 2     | 1      | 5     |
| 3    | TCH Checoslováquia     | 1    | 0     | 1      | 2     |
| 3    | USA Estados Unidos     | 1    | 0     | 1      | 2     |
| 5    | ITA Itália             | 0    | 1     | 1      | 2     |
| 6    | AUT Áustria            | 0    | 1     | 0      | 1     |
| 6    | CAN Canadá             | 0    | 1     | 0      | 1     |
| 6    | FRA França             | 0    | 1     | 0      | 1     |
| 9    | FIN Finlândia          | 0    | 0     | 1      | 1     |
| 9    | POL Polônia            | 0    | 0     | 1      | 1     |
| 9    | SUI Suíça              | 0    | 0     | 1      | 1     |